# Domo (Yagoua)
Domo (ou Doma) est une localité du Cameroun située dans la commune de Yagoua, le département du Mayo-Danay et la Région de l'Extrême-Nord, à proximité de la frontière avec le Tchad.

## Population
En 1967, la localité comptait 2 059 habitants, principalement des Massa et des Peuls.
Lors du recensement de 2005, on y a dénombré 3 786 personnes.

## Infrastructures
Domo dispose d'un lycée public francophone qui accueille les élèves de la 6e à la Terminale.